# Roberto Rosales
Roberto José Rosales Altuve (Caracas, 20 november 1988) is een Venezolaans betaald voetballer die doorgaans speelt als rechtsback. Rosales debuteerde in 2007 in het Venezolaans voetbalelftal.

## Clubcarrière
Rosales zette zijn eerste voetbalstappen in de Escuela del Instituto Pedagógico, een Venezolaanse voetbalschool, onder leiding van Jorge Perez Acosta, Pedro en Alfredo Gallardo. Op zijn 15e vertrok hij naar Deportivo Gulima. Hij speelde mee in de Liga César del Vecchio en een jaar later op een nationaal toernooi voor -17 en -20.

### Caracas FC
Rosales speelde nadien bij de jeugd van Caracas FC en maakte in 2006 zijn debuut voor het eerste elftal, waarin hij dat seizoen verschillende speelminuten kreeg.

### KAA Gent

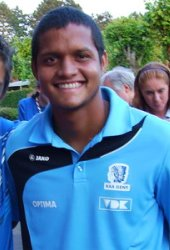
Rosales bij KAA Gent.

Op 30 mei [2007-nl] tekende Rosales op achttienjarige leeftijd een contract voor twee seizoenen bij KAA Gent, met een optie voor nog eens twee seizoenen extra. Hij kwam over van Caracas FC. Hij maakte zijn debuut op 14 juli 2007 in de UEFA Intertoto Cup tegen Cliftonville FC. Op het einde van zijn eerste seizoen in België speelde Rosales de volledige finale van de Beker van België 2007-08 mee, waarin met 2-3 werd verloren van RSC Anderlecht. Het seizoen 2008-2009 werd het seizoen van de definitieve doorbraak voor Rosales. Hij werd titularis en speelde 25 wedstrijden waarin hij tweemaal tot scoren kwam. Het daaropvolgende seizoen, 2009-2010, werd Rosales een van de smaakmakers van de Belgische competitie. Hij viel op door z'n rushes op de flank en zijn aangesneden voorzet. Hij werd dat seizoen vicekampioen met KAA Gent en won de Beker van België. Hij speelde dat seizoen uiteindelijk 23 wedstrijden. Na dat seizoen vertrok hij samen met coach Michel Preud'homme naar het [Nederlandse-nl] FC Twente.

### FC Twente
Rosales tekende in juli 2010 een contract bij FC Twente, op dezelfde dag dat die club zijn voorganger Ron Stam liet vertrekken. Rosales tekende voor drie seizoenen bij de Twentenaren met een optie op nog een jaar. Hij maakte op 21 augustus 2010 zijn debuut als invaller voor Nacer Chadli in de uitwedstrijd tegen Vitesse (3-0 winst). Al gauw veroverde hij een basisplaats en werd hij een vaste waarde in de Twentse defensie. In zijn eerste seizoen won hij zowel de Johan Cruijff Schaal als de KNVB beker. In zijn tweede seizoen bij de club begon hij later aan het seizoen vanwege deelname met zijn land aan de Copa América. Zo zag hij Tim Cornelisse in de eerste fase van het seizoen op zijn plek staan. Ook dat seizoen voegde hij een Johan Cruijff Schaal aan zijn erelijst toe. Na een tijdje op de bank te hebben gezeten ten faveure van Tim Cornelisse, veroverde hij lopende het seizoen weer zijn plek in het eerste en werd belangrijk voor het team. Aan het einde van het seizoen 2013/14 liep zijn contract bij FC Twente af en kon hij transfervrij vertrekken.

### Málaga CF
In juli 2014 tekende Rosales een contract voor drie seizoenen bij het Spaanse Málaga CF.

## Clubstatistieken
| Seizoen | Club           | Competitie       | Duels | Goals |
| ------- | -------------- | ---------------- | ----- | ----- |
| 2006/07 | Caracas FC     | Primera División | 2     | 0     |
| 2007/08 | AA Gent        | Eerste klasse    | 15    | 0     |
| 2008/09 | AA Gent        | Eerste klasse    | 25    | 2     |
| 2009/10 | AA Gent        | Eerste klasse    | 32    | 3     |
| 2010/11 | FC Twente      | Eredivisie       | 29    | 1     |
| 2011/12 | FC Twente      | Eredivisie       | 30    | 1     |
| 2012/13 | FC Twente      | Eredivisie       | 29    | 0     |
| 2013/14 | FC Twente      | Eredivisie       | 30    | 1     |
| 2014/15 | Málaga CF      | Primera División | 34    | 0     |
| 2015/16 | Málaga CF      | Primera División | 35    | 0     |
| 2016/17 | Málaga CF      | Primera División | 32    | 1     |
| 2017/18 | Málaga CF      | Primera División | 35    | 1     |
| 2018/19 | → RCD Espanyol | Primera División | 14    | 2     |
| 2019/20 | CD Leganes     | Primera División | 25    | 0     |
| 2020/21 | CD Leganes     | Segunda División | 17    | 1     |
| Totaal  | Totaal         | Totaal           | 384   | 13    |

Bijgewerkt op 22 juli 2021.

## Interlandcarrière
Rosales maakte zijn debuut voor de nationale ploeg van Venezuela op 28 maart 2007 tegen Nieuw-Zeeland. Venezuela won met 5-0 en Rosales speelde de volledige tweede helft mee. In 2011 nam hij met zijn vaderland deel aan de strijd om de Copa América. Rosales speelde alle duels en behaalde uiteindelijk de vierde plaats met Venezuela.
| Interlands van Roberto Rosales voor Venezuela | Interlands van Roberto Rosales voor Venezuela | Interlands van Roberto Rosales voor Venezuela | Interlands van Roberto Rosales voor Venezuela | Interlands van Roberto Rosales voor Venezuela | Interlands van Roberto Rosales voor Venezuela |
| №                                             | Datum                                         | Wedstrijd                                     | Uitslag                                       | Competitie                                    | Goals                                         |
| --------------------------------------------- | --------------------------------------------- | --------------------------------------------- | --------------------------------------------- | --------------------------------------------- | --------------------------------------------- |
| 1                                             | 29 Mar 2007                                   | Venezuela – Nieuw-Zeeland                     | 5–0                                           | Vriendschappelijk                             |                                               |
| 2                                             | 22 Aug 2007                                   | Paraguay – Venezuela                          | 1–1                                           | Vriendschappelijk                             |                                               |
| 3                                             | 08 Sep 2007                                   | Venezuela – Paraguay                          | 3–2                                           | Vriendschappelijk                             |                                               |
| 4                                             | 12 Sep 2007                                   | Venezuela – Panama                            | 1–1                                           | Vriendschappelijk                             |                                               |
| 5                                             | 16 Oct 2007                                   | Venezuela – Argentinië                        | 0–2                                           | WK-kwalificatie                               |                                               |
| 6                                             | 20 Nov 2007                                   | Venezuela – Bolivia                           | 5–3                                           | WK-kwalificatie                               |                                               |
| 7                                             | 15 Oct 2008                                   | Venezuela – Ecuador                           | 3–1                                           | WK-kwalificatie                               |                                               |
| 8                                             | 28 Mar 2009                                   | Argentinië – Venezuela                        | 4–0                                           | WK-kwalificatie                               |                                               |
| 9                                             | 31 Mar 2009                                   | Venezuela – Colombia                          | 2–0                                           | WK-kwalificatie                               |                                               |
| 10                                            | 10 Oct 2009                                   | Venezuela – Paraguay                          | 1–2                                           | WK-kwalificatie                               |                                               |
| 11                                            | 03 Sep 2010                                   | Venezuela – Colombia                          | 0–2                                           | Vriendschappelijk                             |                                               |
| 12                                            | 07 Jun 2011                                   | Venezuela – Spanje                            | 0–3                                           | Vriendschappelijk                             |                                               |
| 13                                            | 03 Jul 2011                                   | Brazilië – Venezuela                          | 0–0                                           | Copa América                                  |                                               |
| 14                                            | 09 Jul 2011                                   | Venezuela – Ecuador                           | 1–0                                           | Copa América                                  |                                               |
| 15                                            | 13 Jul 2011                                   | Paraguay – Venezuela                          | 3–3                                           | Copa América                                  |                                               |
| 16                                            | 17 Jul 2011                                   | Chili – Venezuela                             | 1–2                                           | Copa América                                  |                                               |
| 17                                            | 20 Jul 2011                                   | Paraguay – Venezuela                          | 0–0                                           | Copa América                                  |                                               |
| 18                                            | 23 Jul 2011                                   | Peru – Venezuela                              | 4–1                                           | Copa América                                  |                                               |
| 19                                            | 15 Nov 2011                                   | Venezuela – Bolivia                           | 1–0                                           | WK-kwalificatie                               |                                               |
| 20                                            | 23 May 2012                                   | Venezuela – Moldavië                          | 4–0                                           | Vriendschappelijk                             |                                               |
| 21                                            | 09 Jun 2012                                   | Venezuela – Chili                             | 0–2                                           | WK-kwalificatie                               |                                               |
| 22                                            | 06 Sep 2013                                   | Chili – Venezuela                             | 3–0                                           | WK-kwalificatie                               |                                               |
| 23                                            | 10 Sep 2013                                   | Venezuela – Peru                              | 3–2                                           | WK-kwalificatie                               |                                               |
| 24                                            | 11 Oct 2013                                   | Venezuela – Paraguay                          | 1–1                                           | WK-kwalificatie                               |                                               |
| 25                                            | 05 Sep 2014                                   | Zuid-Korea – Venezuela                        | 3–1                                           | Vriendschappelijk                             |                                               |
| 26                                            | 09 Sep 2014                                   | Japan – Venezuela                             | 3–0                                           | Vriendschappelijk                             |                                               |
| 27                                            | 27 Mar 2015                                   | Jamaica – Venezuela                           | 2–1                                           | Vriendschappelijk                             |                                               |
| 28                                            | 14 Jun 2015                                   | Colombia – Venezuela                          | 0–1                                           | Copa América                                  |                                               |
| 29                                            | 18 Jun 2015                                   | Peru – Venezuela                              | 1–0                                           | Copa América                                  |                                               |
| 30                                            | 21 Jun 2015                                   | Brazilië – Venezuela                          | 2–1                                           | Copa América                                  |                                               |
| 31                                            | 04 Sep 2015                                   | Venezuela – Honduras                          | 0–3                                           | Vriendschappelijk                             |                                               |
| 32                                            | 08 Sep 2015                                   | Venezuela – Panama                            | 1–1                                           | Vriendschappelijk                             |                                               |
| 33                                            | 08 Oct 2015                                   | Venezuela – Paraguay                          | 0–1                                           | WK-kwalificatie                               |                                               |
| 34                                            | 13 Oct 2015                                   | Brazilië – Venezuela                          | 3–1                                           | WK-kwalificatie                               |                                               |
| 35                                            | 17 Nov 2015                                   | Venezuela – Ecuador                           | 1–3                                           | WK-kwalificatie                               |                                               |
| 36                                            | 29 Mar 2016                                   | Venezuela – Chili                             | 1–4                                           | WK-kwalificatie                               |                                               |
| 37                                            | 01 Jun 2016                                   | Guatemala – Venezuela                         | 0–0                                           | Vriendschappelijk                             |                                               |
| 38                                            | 05 Jun 2016                                   | Jamaica – Venezuela                           | 0–1                                           | Copa América                                  |                                               |
| 39                                            | 09 Jun 2016                                   | Uruguay – Venezuela                           | 0–1                                           | Copa América                                  |                                               |
| 40                                            | 01 Sep 2016                                   | Colombia – Venezuela                          | 2–0                                           | WK-kwalificatie                               |                                               |
| 41                                            | 11 Oct 2016                                   | Venezuela – Brazilië                          | 0–2                                           | WK-kwalificatie                               |                                               |

## Erelijst
| Competitie                |         |          |         |         |
| Competitie                | Aantal  | Jaren    |         |         |
| Caracas                   | Caracas | Caracas  | Caracas | Caracas |
| ------------------------- | ------- | -------- | ------- | ------- |
| Kampioen Primera División | 1x      | 2007     |         |         |
| KAA Gent                  |         |          |         |         |
| Beker van België          | 1x      | 2009/10  |         |         |
| FC Twente                 |         |          |         |         |
| KNVB beker                | 1x      | 2010/011 |         |         |